# 練馬区立大泉西中学校
練馬区立大泉西中学校(ねりまくりつ おおいずみにしちゅうがっこう)は東京都練馬区にある公立中学校。
2019年(令和元年)5月時点の生徒数は13学級471名である。

## 沿革
- 1973年
  - 4月1日 - 大泉学園中学校の学区を割いて現在地に設立
  - 7月17日 - プール竣工
  - 9月26日 - 校章制定
- 1974年
  - 3月19日 - 校歌（作詞・関根弘、作曲・團伊玖磨）制定
  - 5月23日 - 体育館竣工
- 2018年
  - 3月- 仮校舎工事開始
  - 9月- 旧校舎解体開始
- 2020年
  - 新校舎完成
- 2021年
  - 外構整備完了

## 通学区域
おおむね関越自動車道の南側、大泉学園通り以西を学区としている。
- 西大泉二丁目（9-10、14-17、22-23）
- 西大泉三丁目（16-33）
- 西大泉四丁目
- 西大泉五丁目（1-15、18-32、34-37）
- 西大泉六丁目
- 西大泉町
- 大泉学園町二丁目（14、18-32）
- 大泉学園町三丁目
- 大泉学園町五丁目（34-41）

## 進学前小学校
区立中学校選択制度があり学区外より通学してすることも可能であるが、学区指定による小学校は以下の通り。※印は小中一貫教育グループの構成校。
- 大泉第三小学校(※)
- 大泉第四小学校(※)
- 大泉西小学校(※)

## 学区内の主な施設
- 練馬区立大泉図書館
- 練馬区立西大泉児童館
- バッティングプラザ大泉

## 出身者
- 稲垣祥（プロサッカー選手、名古屋グランパスエイト）
- 加藤淳也 (サッカー選手)（元プロサッカー選手、シムラー・ヤングスFC）
- 杉谷拳士(スギノール)（元プロ野球選手、北海道日本ハムファイターズ）
- 高松智之（衆議院議員）
- 深沢邦之（お笑いタレント）
- 南南南（俳優、シンガーソングライター）

## 交通
- 西武池袋線大泉学園駅より徒歩17分
- 西武バス（泉32、泉33、泉35、吉61ほか）住宅前バス停より徒歩8分